# 安東尼夫卡 (利維夫州)
49°16′27″N 24°11′23″E / 49.27417°N 24.18972°E
安東尼夫卡（羅馬化：Antonivka）是烏克蘭西部的村莊，隸屬利維夫州的斯特雷區。該村處於柳別什卡河畔，始建於1958年，面積1.37平方公里，海拔高度256米，2021年人口379。